# Andrés Linares
Pour les articles homonymes, voir Linares.
Andrés Linares est l'une des sept paroisses civiles de la municipalité de Trujillo dans l'État de Trujillo au Venezuela. Sa capitale est San Lázaro.